# 추가경정예산
추가경정예산(追加更正豫算, supplementary budget)이란 한 국가의 1년 예산(豫算, budget)이 일단 성립하여 유효하게 된 연후에 나중에 생긴 부득이한 사유로 인하여 이미 성립된 예산에 추가 변경을 가하는 예산을 말한다. 대한민국의 경우 헌법 제56조에 근거를 두고 있다.
추경(추경예산)이라고도 한다. 당해연도 최초의 예산을 "본예산"이라고 한다. 이 "본예산"이 성립(의회승인)된 이후에 세워지는 예산이 바로 "추가경정예산"이다. 이후 추경회차에 따라 "1회 추경", "2회 추경" 등으로 부른다. ※ 2회 추경시 예산서에 표시된 "기정액"은 (본예산+1회추경)분을 말한다.
추가경정예산은 말뜻 그대로 기존에 편성한 예산으로 감당하기 어려운 일이 생겼을 때 추가로 짜는 예산을 말한다. 정부는 매년 1월부터 12월까지 1년 단위로 예산을 짜고 이에 따라 재정활동을 한다. 그런데 연도중에 이 계획을 바꿀 필요가 있을 때는 추가경정예산을 편성한다. 추경예산은 세입이 예상보다 크게 줄었거나 예기치 못한 지출요인이 생겼을 때 편성해 국회의 동의를 받아 집행한다. 과거에는 가뭄이나 장마철·수해 등 자연재해를 복구하기 위해 추경예산을 편성하는 사례가 많았으나 90년대 이후에는 이밖에도 중소기업 지원이나 사회간접자본 건설에 쓰기 위해 추경예산을 편성한 적이 많았다. 한편 예비비는 예측할 수 없는 예산외 지출이나 세출예산보다 필요경비가 많아질 때에 대비해 용도를 결정하지 않고 미리 예산에 설정해 놓은 지출 항목이다. 예산회계법에는 일반회계항목에 세출예산 1% 이상을 예비비로 계정하도록 설정돼 있다.

## 대한민국 정부의 예산
대한민국 정부의 재정은 1975년 1조원을 1983년 10조원을 2001년 100조원을 넘어섰다. 한편 부채는 1992년 30조원을 2000년에 100조원을 2018년에 700조원을 넘어섰다.

## 같이 보기
- GDP